# Микулаш Бек
Микулаш Бек (чеш. Mikuláš Bek; рођен 22. априла 1964. у Штернберку) је некадашњи ректор Масариковог универзитета, музиколог, као и доцент на Филозофском факултету поменутог универзитета.

## Живот
Дипломирао је 1986. на Филозофском факултету у Брну. Докторске студије је завршио 1995. на Карловом унивезитету у Прагу.
Каријеру је започео на катедри музичких наука од 1990. до 1999. на Филозофском факултету у Прагу. Од 1998. године ради на Масариковом универзитету.
Након функције проректора МУ, 26. априла 2011. године је изабран за ректора на чијем је челу остао до септембра 2019.